# Azután (kommunhuvudort)
Azután är en kommunhuvudort i Spanien.   Den ligger i provinsen Toledo och regionen Kastilien-La Mancha, i den centrala delen av landet, 140 km sydväst om huvudstaden Madrid. Azután ligger 337 meter över havet och antalet invånare är 324.
Terrängen runt Azután är platt åt nordväst, men åt sydost är den kuperad. Azután ligger nere i en dal.Runt Azután är det mycket glesbefolkat, med 6 invånare per kvadratkilometer. Närmaste större samhälle är El Puente del Arzobispo, 4,2 km väster om Azután. Trakten runt Azután består till största delen av jordbruksmark.